# Alexandre de Cabanyes
Alexandre de Cabanyes i Marquès (Barcelona, 17 de marzo de 1877-Villanueva y Geltrú, 23 de marzo de 1972) fue un pintor modernista español. 
Era hijo del escritor y periodista Llorenç de Cabanyes i d'Olzinelles y de Leonor Marquès Riba. Se formó en la Escuela de la Lonja de Barcelona y en el Círculo Artístico de San Lucas, y vivió un tiempo en París y Múnich. Fue amigo de Xavier Nogués, con quien compartió taller en París. Fue un asiduo de las tertulias del café Els Quatre Gats, punto neurálgico del modernismo. Realizó varias exposiciones en la Sala Parés de Barcelona y, en 1913, participó en la Exposición de Artistas Catalanes en Montevideo.
Su obra se centró en el paisaje de Villanueva y Geltrú, donde vivía en una masía, con un estilo que mantiene cierto eco romántico y una técnica de pulso algo nervioso e intenso colorido, deudora del impresionismo. En los años 1920 su obra recibió la influencia de Joaquín Mir. Son de destacar sus magníficas marinas.
Fue uno de los fundadores de la Sociedad Artística y Literaria de Barcelona.